# Silnice II/311

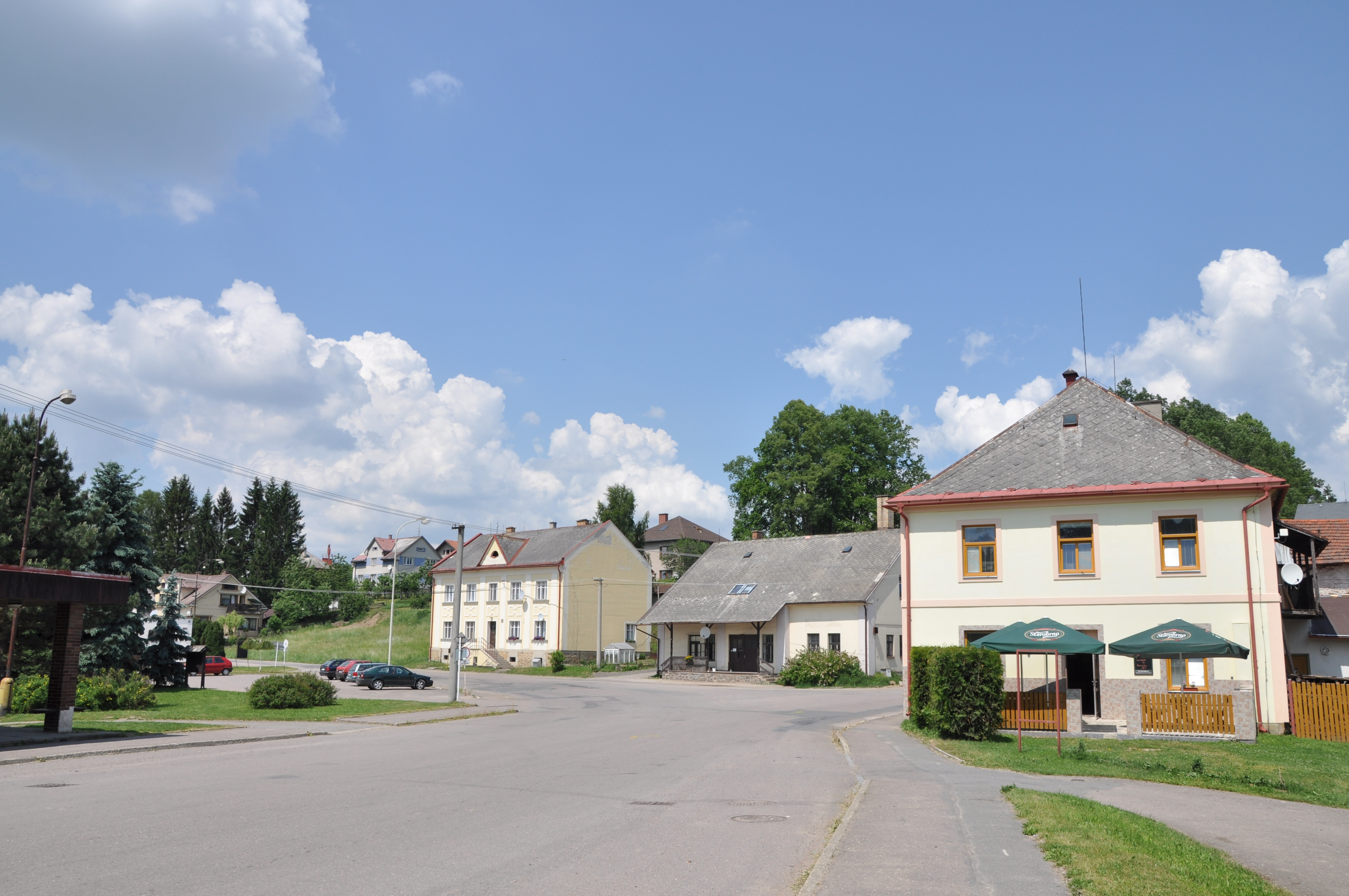
Křížení silnic II/311 a II/314 v Horní Čermné

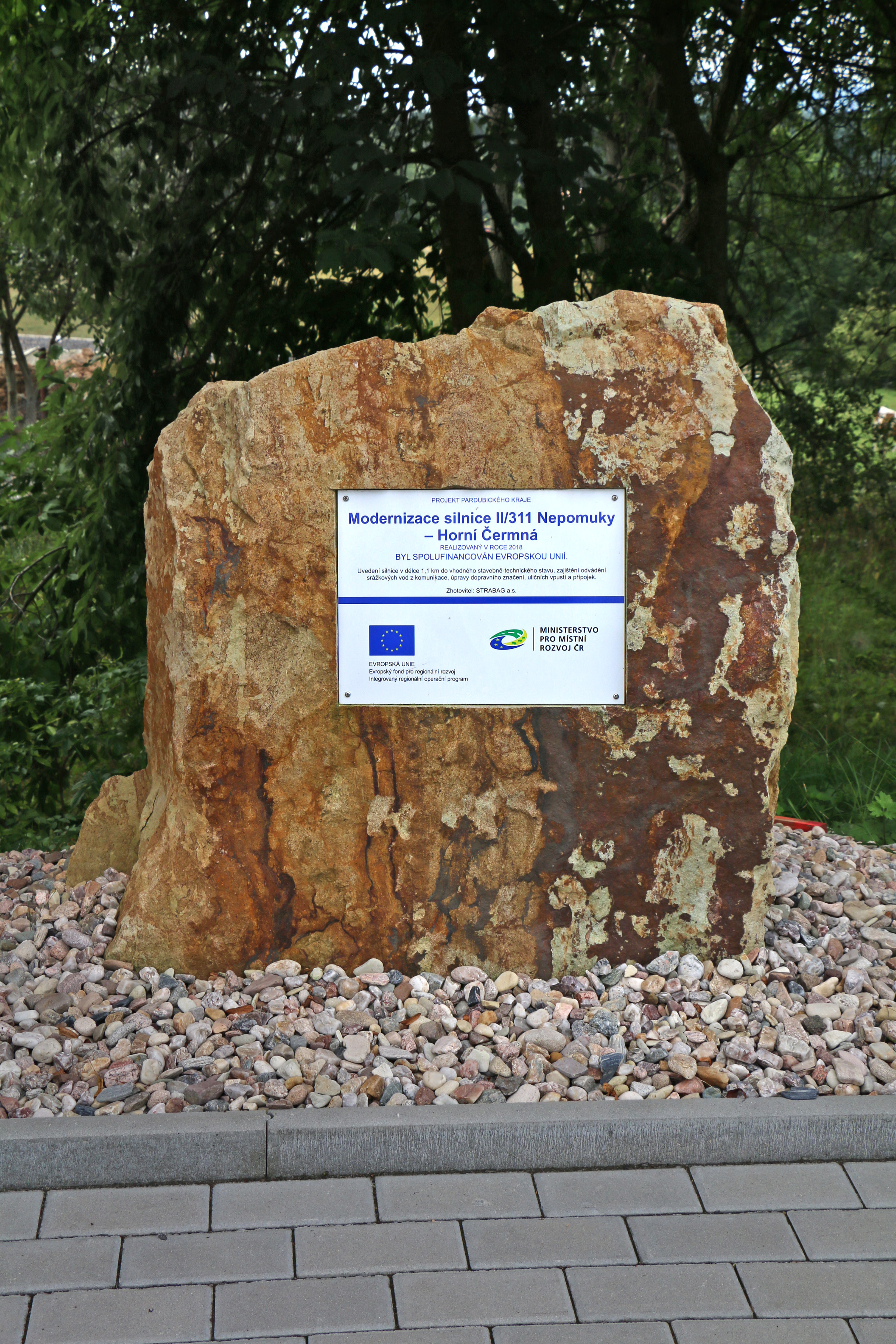
Novodobý památník rekonstrukce silnice

Silnice II/311 je silnice II. třídy, která vede z Deštného v Orlických horách do Lanškrouna. Je dlouhá 68 km. Prochází dvěma kraji a dvěma okresy.

## Vedení silnice

### Královéhradecký kraj, okres Rychnov nad Kněžnou
- Deštné v Orlických horách (křiž. II/310)
- Orlické Záhoří (křiž. III/3113, III/3111)
- Bartošovice v Orlických horách (křiž. II/319, III/3115)

### Pardubický kraj, okres Ústí nad Orlicí
- Čihák
- České Petrovice (křiž. III/3112)
- Petrovičky
- Mladkov (křiž. II/312, peáž s II/312)
- Celné (křiž. III/3114)
- Těchonín
- Stanovník
- Jamné nad Orlicí (křiž. III/3116, III/31110)
- Jablonné nad Orlicí (křiž. I/11, III/31112)
- Mistrovice (křiž. III/3118
- Bystříčko (křiž. III/3119, III/31115)
- Horní Čermná (křiž. II/314, III/31117)
- Nepomuky (křiž. III/31118)
- Lanškroun (křiž. I/43)